# Ribozomální tunel

Průřez bakteriálním ribozomem s vyznačeným ribozomálním tunelem, několika ribozolmálními proteiny a transferovou RNA.

Ribozomální tunel, nebo také peptidový tunel, je část ribozomu, která uchovává rodící se polypeptidový řetězec v průběhu translace. Ribozomální tunel se nachází ve velké podjednotce ribozomu a propojuje katalytické místo ribozomu a jeho povrch.

## Historie
Existence ribozomálního tunelu vyplynula v 60. letech 20. století. Při vystavení vznikajícího proteinu hydrolytickým enzymům, byla část proteinu před hydrolýzou chráněna, což podpořilo hypotézu o existenci tunelu, který část proteinu chrání. Tunel byl následně identifikován ve velké podjednotce ribozomu pomocí kryogenní elektronové mikroskopie. Rozhodující informace o existenci tunelu přinesly atomárně-rozlišené snímky velké ribozomální podjednotky pořízené rentgenovou krystalografií vědeckou skupinou Thomase Steitze. Ten v roce 2009 získal společně s A. Yonath a V. Ramakrishnanem za výzkum ribozomu Nobelovu cenu za chemii.  
Počáteční názor, že tunel je pouze inertní prostředí, kterým rodící se polypeptid opouští ribozom, byl na základě mnoha studií opuštěn. Dnes panuje přesvědčení, že se tunel aktivně podílí na regulaci translace a udržování homeostáze.

## Struktura tunelu

Schéma ribozomálního tunelu s vyznačenými ribozomálními proteiny, peptidyltrasferázovým centrem (PTC) a zúžením (CS).

Tvar ribozomálního tunelu je nepravidelný. Jeho rozměry navíc závisí na organismu a typu buňky. Ribozomální tunely bakterií jsou delší než tunely v ribozomech vyšších organismů. Do tunelu se vejde polypeptid o 40 až 60 aminokyselinových zbytcích. U bakterií má tunel délku přibližně 9,2 nm, u eukaryot asi 8,3 nm. Poloměr ribozomálního tunelu je v průměru 0,5 nm.
Stěny tunelu jsou složené z rRNA a několika ribozomálních proteinů. Tunel je zaplněný vodou, ionty, případně do něj mohou difundovat některé malé molekuly, jako např. ornitin. Tunel obsahuje zúžení tvořené smyčkami ribozomálních proteinů uL4 a uL22, které prostor tunelu dělí na vnitřní a vnější část (někdy též označované jako horní a spodní). Vnitřní část blízko katalytického místa je dlouhá přibližně 3,5 nm a pojme rodící se polypeptid o 12 až 16 aminokyselinových zbytcích. V ribozomech některých eukaryot existuje ještě druhé zúžení, které má vliv na regulaci syntézy krátkých peptidů.
Vnější část tunelu se směrem k jeho ústí rozšiřuje a tvoří tzv. vestibul. Ústí tunelu je lemováno ribozomálními proteiny uL23, uL24, uL29 a uL32. U eukaryot také uL35, uL39e, či uL25. Do jejich blízkosti se vážou translační faktory, jako např. trigger faktor nebo peptidová deformyláza.

## Vliv na proteosyntézu

Postup rodícího se polypetidového řetězce lze rozdělit to tří stádií.

V ribozomu probíhá syntéza proteinů. Rodící se polypeptid prochází ribozomálním tunelem ve třech etapách a na povrchu ribozomu se z něj po sbalení stává funkční protein. Polypeptid interaguje se stěnami tunelu nebo menšími molekulami v tunelu, čímž se reguluje rychlost, se kterou polypeptid tunelem prochází. To má vliv na proteinové balení vně ribozomu. Ve specifických případech může dojít k translačnímu zadržení.
Polypeptidový řetězec se může začít skládat už v prostoru ribozomálního tunelu. Ve vnitřní části mohou vznikat krátké úseky alpha-helixu. Ve vestibulu může docházet ke kotranslačnímu balení malých proteinových domén. Terciární struktura domén uvnitř tunelu může být odlišná od nativní terciární struktury. Proteinové balení je následně dokončeno po uvolnění C-konce polypeptidu a kompletním výstupu z ribozomálního tunelu.

## Interakce tunelu s antibiotiky
Ribozomální tunel obsahuje vazebná místa pro klinicky významná antibiotika, jako například makrolidy, nebo streptograminy. Antibiotika se váží do vnitřní části ribozomálního tunelu, a to buď do blízkosti peptidyltransferázového centra, nebo do blízkosti zúžení. Navzdory původnímu přesvědčení, že vazba makrolidů na tunel způsobuje neprůchodnost tunelu, bylo prokázáno, že tunel zůstává průchozí. Antibiotika stabilizují katalytické místo ribozomu v konformaci, která je pro tvorbu peptidové vazby neproduktivní. Inhibice ribozomu může být závislá na sekvenci rodícího se peptidu, což bylo pozorováno např. u chloramfenikolu.